# 切莱诺
切莱诺（義大利語：Celleno），是意大利维泰博省的一个市镇。总面积24.59平方公里，人口1347人，人口密度54.8人/平方公里（2009年）。ISTAT代码为056019。